# British Academy Television Craft Awards
Pour les articles homonymes, voir BAFTA (homonymie).
Les British Academy Television Craft Awards sont décernés en mai, les prix artistiques faisant l'objet d'une cérémonie dédiée en avril. Ils récompensent les meilleurs techniciens de la télévision pour l'année passée.

## Prix remis
- Meilleur nouveau talent
- Meilleur réalisateur - Basé sur des faits
- Meilleur réalisateur - Fiction / Divertissement
- Meilleur montage - Basé sur des faits
- Meilleur montage - Fiction / Divertissement
- Meilleur scénariste
- Meilleure contribution à la création interactive
- Meilleure innovation interactive - Contenu
- Meilleure innovation interactive - Service / Plate-forme
- Meilleurs titres
- Meilleure photographie - Basé sur des faits
- Meilleure photographie - Fiction / Divertissements
- Meilleure création des décors
- Meilleure création des costumes
- Meilleurs maquillages et coiffures
- Meilleure musique originale pour la télévision
- Meilleur son - Basé sur des faits
- Meilleur son - Fiction / Divertissement
- Meilleurs effets spéciaux